# 나이아드 (위성)

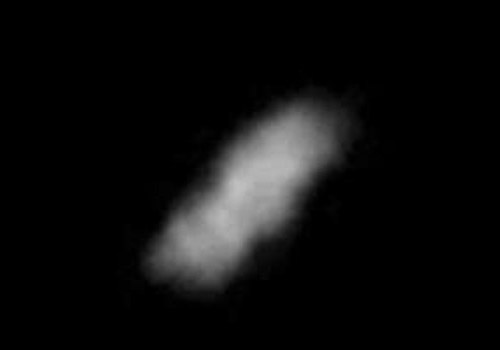

나이아드(Naiad,해왕성 III)는 지름이 66(96x60x52)km 위성이다. 1989년에 보이저 2호가 발견 했다. 해왕성 고리에 근접할 정도로 가까이서 해왕성을 공전한다.
순행 불규칙 위성이다.